# Mucina

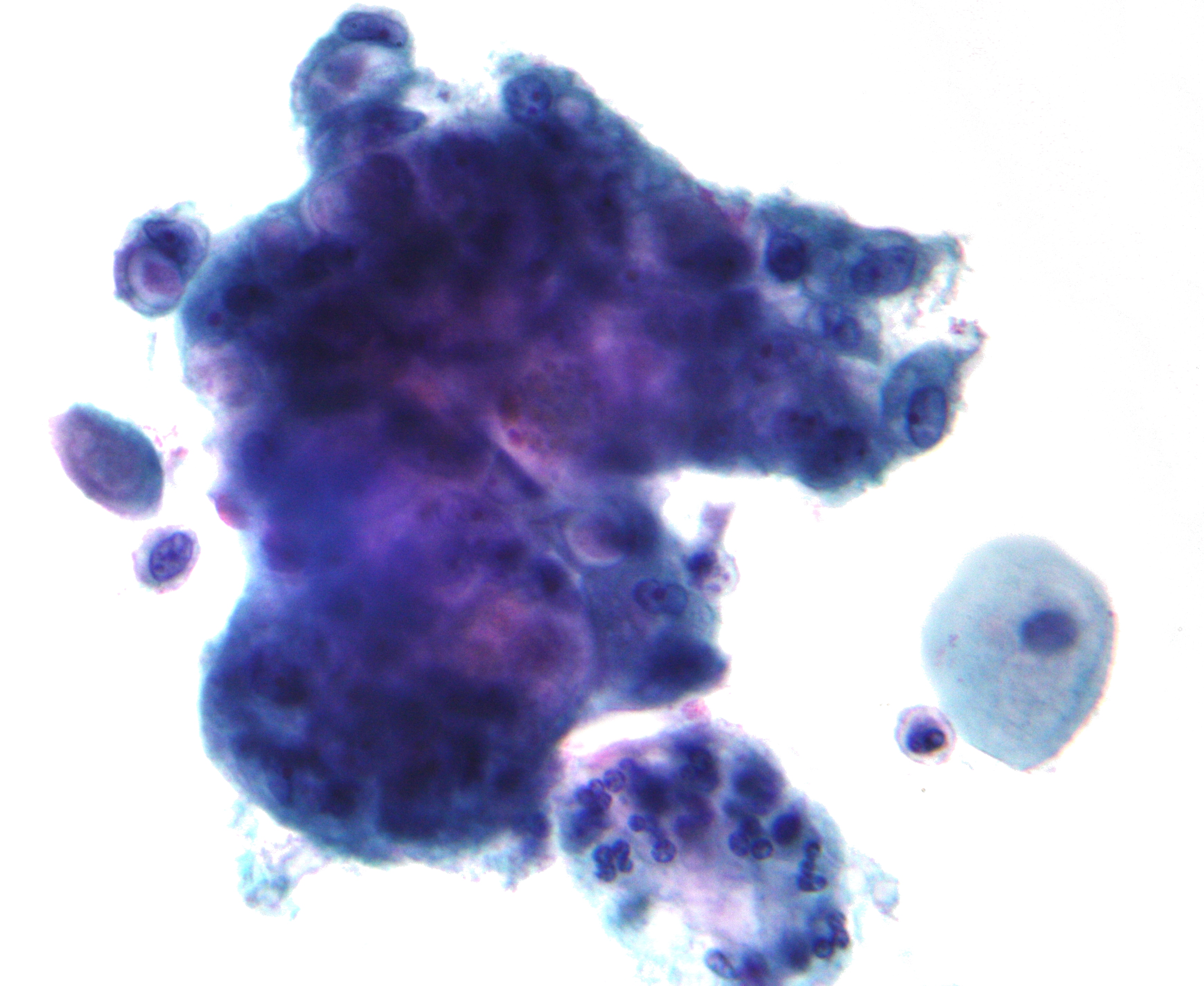
Micrografia d'un adenocarcinoma cervical, on es mostren cèl·lules amb vacúols intracitoplasmàtics que contenen mucina. Tinció de Papanicolau.

Les mucines són una família de proteïnes d'alt pes molecular i altament glucosilades produïdes pels teixits epitelials de la majoria de metazous. La característica clau de certes mucines és la seva capacitat de formar gels; per tant, són el component clau de moltes secrecions gelatinoses, amb funcions que van des de la lubricació fins a la formació de barreres químiques. Algunes mucines estan associades al control de la mineralització, incloent la formació del nacre en mol·luscs, la calcificació en equinoderms i la formació d'ossos en vertebrats. S'uneixen a patògens i al·lèrgens com a part del sistema immunitari, per aïllar-los i inhibir els seus efectes.
La sobreexpressió de determinades mucines, com ara la MUC1, la MUC4, la MUC13 i la MUC16 està associada a diversos tipus de càncer (colorectal, mamari, ovàric o pancreàtic, per exemple); Un gran nombre d'alteracions en el tràfic i distribució intracel·lular d'aquestes proteïnes es relaciona amb la patobiologia de moltes neoplàsies malignes. A més, s'han identificat mutacions i empalmaments alternatius en els exons d'algunes mucines que promouen específicament la progressió i la metastatització cancerosa.
Una característica comuna de moltes patologies respiratòries agudes i cròniques és l'augment de la generació de mucines, les quals varien segons la naturalesa concreta del procés causal. En l'asma, l'expressió alterada de les mucines MUC5AC i MUC5B modifica la viscoelasticitat del moc i es considera un dels factors implicats en la patogènesi de la malaltia. Certes afeccions gastrointestinals també estan relacionades amb defectes de la normal estructura del moc per disminució d'alguns dels seus components principals. Un exemple és la colitis ulcerosa, en la qual existeix un dèficit quantitatiu de MUC2 que debilita la barrera mucosa colònica.
Tot i que algunes mucines es troben unides a la membrana cel·lular, la majoria de les mucines són secretades per les superfícies mucoses, com és el cas de les produïdes a la cavitat oral i que formen part de la saliva. Al seu torn, les mucines secretades poden ser solubles o formadores de gel. La major part dels vertebrats tenen 5-6 gens que codifiquen mucines gel·lificants. Certs anurs però, com ara la granota Xenopus tropicalis, secreten fins a 26 mucines d'aquest tipus i almenys una d'elles, l'otogelina, protegeix la pell dels seus capgrossos de la infecció pel bacteri Aeromonas hydrophila.
Determinades mucines dificulten la formació de biofilms per part de gèrmens com Streptococcus mutans, Candida albicans o Pseudomonas aeruginosa, fet que disminueix la seva virulència i que podria ser emprat per desenvolupar substàncies antimicrobianes millorades. Les propietats d'aquestes proteïnes fan que siguin considerades elements multifuncionals de gran interès en el disseny de nous biomaterials. Per exemple, s'han creat hidrogels mucínics capaços de modular in vivo la resposta immunitària i evitar la reacció fibrosa que produeixen els implants biològics.

## Classificació de les mucines humanes
En els humans, les mucines (MUCs) s'agrupen en:
- MUCs de membrana: MUC1 (localització cromosòmica 1q21), MUC3A/B (7q22), MUC4 (3q29), MUC11 (7q22), MUC12 (7q22), MUC13 (3q21.2), MUC15 (11p14.3), MUC16 (19p13.2), MUC17 (7q22), MUC20 (3q29) i MUC21 (6p21).
- MUCs secretades:
  - MUCs gel·lificants: MUC2 (11p15.5), MUC5AC (11p15.5), MUC5B (11p15.5), MUC6 (11p15.5) i MUC19 (12q12).
  - MUCs solubles: MUC7 (4q13-q21), MUC8 (12q24.3) i MUC9 (1p13).

Histològicament, les MUCs es divideixen en àcides i neutres. Les àcides es tenyeixen emprant un protocol especial amb la tinció de blau alcià, mentre que la tinció de PAS tenyeix les MUCs neutres. Les espirals de Curschmann són estructures cilíndriques formades per una mescla de mucines que es veuen sovint en l'esput de pacients amb malalties bronquials cròniques (predominantment asma i bronquitis), encara que també s'han observat en mostres citopatològiques d'orina, líquid pleural, líquid sinovial, rentats peritonials i frotis cervicals/vaginals. La tinció amb mucicarmí de Mayer és altament positiva en mucines epitelials i molt poc en les d'origen fibroblàstic. S'utilitza per diferenciar determinades neoplàsies i tenyir la càpsula dels criptococs.

## Estructura proteica
Les mucines madures estan compostes de dues regions diferents:
- Les regions amino-terminal i carboxil-terminal tenen homologia molecular seqüencial amb el factor de von Willebrand, ja que comparteixen un ancestre proteic comú.[29] Es troben poc glicosilades però són riques en residus cisteïna, que participen en la formació de ponts disulfur dins dels monòmers de mucina i entre ells.
- Una gran regió central formada per múltiples repeticions en tàndem de seqüències de 10 a 80 residus, en què almenys la meitat dels aminoàcids són serina o treonina. Aquesta àrea és modificada post-traduccionalment, amb l'agregat de centenars d'oligosacàrids amb unions O-glicosídiques. També es troben oligosacàrids units amb enllaços N-glicosídics, però són menys abundants que els anteriors. Les anomalies en la O-glicosilació mucínica alteren de forma important el normal desenvolupament de nombrosos processos biològics.[30]

## Darreres investigacions
En els humans, s'ha comprovat que la MUC1 té un paper dinàmic de gran importància en la protecció contra un ampli ventall d'agents infecciosos, com ara Influenzavirus A o Streptococcus pneumoniae, i també en la correcta regulació de la resposta inflamatòria davant les infeccions.
La MUC5AC secretada per les cèl·lules caliciformes de la conjuntiva és essencial en la formació del glicocàlix que protegeix la superfície ocular i, segons els especialistes, un baix nivell d'aquesta mucina podria ser un dels factors implicats en la síndrome de l'ull sec.
Dins del camp de l'enginyeria tissular, es creu que les interaccions que tenen lloc entre les mucines i nanolámines de dicalcogenurs metàl·lics podrien ser d'utilitat per crear diversos productes biomèdics avençats.